# Zisterzienserinnenabtei Montreuil-les-Dames
Die Zisterzienserinnenabtei Montreuil-les-Dames war von 1136 bis 1792 ein Kloster der Zisterzienserinnen, zuerst in Rocquigny, Département Aisne, ab 1657 in Laon, in Frankreich. 

## Geschichte
Das Kloster Montreuil-les-Dames (auch: Montreuil-en-Thiérache) wurde 1136 von Bischof Barthélemy de Jur (1080–1158) im Norden der Thiérache am Bach Chaudière (westlich Fourmies) gestiftet und hatte so viel Zulauf, das es schon 1140 das Kloster Fervaques und 1239 auch Kloster Le Sauvoir gründen konnte. 1657 wechselte es nach Laon (auch unter dem Namen Montreuil-sous-Laon). Im 18. Jahrhundert ist Catherine de Cardevacque, Marquise d’Havrincourt, als Äbtissin bekannt. Seit der Französischen Revolution war das Kloster aufgelöst. In Laon erinnert das Stadtviertel Montreuil an das Kloster, dessen Gebäude (1, place Jacques de Troyes) zum kleinen Teil erhalten sind.
1249 schenkte der spätere französische Papst Urban IV. seiner Schwester, der Äbtissin Sybille des Klosters Montreuil-les-Dames, ein Schweißtuch der Veronika oder Abgar-Bild, das noch heute in der Kathedrale von Laon verehrt wird.